# ℃-uteコンサートツアー 2009夏秋 〜キューティーJUMP!〜
『℃-uteコンサートツアー 2009夏秋 〜キューティーJUMP!〜』（キュートコンサートツアー 2009なつあき キューティージャンプ!）は、2009年8月15日から10月25日まで開催された℃-uteのコンサートツアーである。2010年1月27日発売。発売元はゼティマ。
梅田えりかの卒業ツアーとなっている。

## 日程
9月6日・9月27日は夜公演のみ、他は全て1日2公演。
- 8月15日・16日 ： 東京厚生年金会館
- 9月6日 ： Zepp Fukuoka
- 9月12日 ： 市川市文化会館大ホール
- 9月22日 ： 栃木県総合文化センターメインホール
- 9月23日 ： ハーモニーホール座間大ホール
- 9月27日 ： Zepp Sapporo
- 10月3日・4日 ： 愛知県勤労会館講堂
- 10月12日 ： 新潟県民会館大ホール
- 10月17日・18日 ： 中野サンプラザ ※18日は中島がインフルエンザのため欠席
- 10月24日・25日 ： NHK大阪ホール

## DVD
『℃-uteコンサートツアー 2009夏秋 〜キューティーJUMP!〜』（2010年1月27日）
10月25日にNHK大阪ホールにて行われたコンサートツアー千秋楽、最終公演の模様を収録。
1. OPENING
2. 暑中お見舞い申し上げます
3. 大きな愛でもてなして
4. まっさらブルージーンズ
5. -VTR- （メンバー紹介）
6. EVERYDAY 絶好調!!
7. MC1
8. ほめられ伸び子のテーマ曲
9. Bye Bye Bye!
10. タイムカプセル（歌：梅田えりか・中島早貴）
11. MC2
12. 【メドレー】わっきゃない(Z)→即 抱きしめて→江戸の手毬唄II→YES！しあわせ→わっきゃない(Z)
13. LALALA 幸せの歌
14. MC3（日替わりMC） （梅田えりか・矢島舞美）
15. 「残暑 お見舞い 申し上げます。」 （歌：鈴木愛理）
16. 乙女COCORO （歌：岡井千聖・萩原舞）
17. めぐる恋の季節
18. 愛は勝つ （歌：矢島舞美）
19. MC4 （タップ・ストンプコーナー）
20. That's the POWER
21. 涙の色
22. FOREVER LOVE
23. JUMP
24. MC5
25. 青春ソング
26. SHINES
27. ENCORE：桜チラリ
28. ENCORE：MC6
29. ENCORE：「忘れたくない夏」
30. ENCORE：都会っ子 純情

特典映像
- 大阪公演ドキュメンタリー